# ギター・ノアール
『ギター・ノアール』（Guitar Noir）は、イギリスのギタリスト、スティーヴ・ハケットが1993年に発表したスタジオ・アルバム。

## 解説
ハケットは1993年11月のインタビューで、本作に関して「私が作ってきたアルバムの中で最も綿密で、最も良くできている」「一部の曲は、最高のヴァージョンを物にするために3回ぐらいは録音されたよ。マシンを使う、人間と一緒に演奏する、そして最終的にはマシンと人間の両方を使う、といった具合にね」と語っている。初回盤CDは12曲入りで「テイク・ジーズ・パールズ」から始まっていたが、1997年にロジャー・キングによってリマスターされたヴァージョンは、初回盤には未収録だった「シアター・オブ・スリープ」と、収録曲の別ヴァージョン4トラックが追加された17曲入りで、曲順も大幅に変更された。
Mike DeGagneはオールミュージックにおいて5点満点中2点を付け「スティーヴ・ハケットの近年の作品は、ギター演奏が以前ほどプログレッシブでも長大でもなく、よりロックやブルース、それに基本的なストリングス・アレンジに近い感じになったという意味で、1970年代や1980年代の作品とは幾分異なる。『ギター・ノアール』は、こうしたスタイルへの変化を示した作品で、ハケットは自身の演奏技術のうち、より成熟した一面を提示している」と評している。

## 収録曲
特記なき楽曲はスティーヴ・ハケット作。

### 初回盤
1. "Take These Pearls" (Steve Hackett, Aron Friedman) - 4:12
2. "Dark as the Grave" (S. Hackett, A. Friedman) - 4:37
3. "Paint Your Picture" - 2:56
4. "There Are Many Sides to the Night" - 6:55
5. "Like an Arrow" - 2:48
6. "Walking Away from Rainbows" - 3:09
7. "Sierra Quemada" - 5:04
8. "Lost in Your Eyes " (S. Hackett, Dave Ball, Julian Colbeck, Hugo Degenhardt) - 4:09
9. "Little America" (S. Hackett, D. Ball, J. Colbeck, H. Degenhardt) - 4:41
10. "In the Heart of the City" - 4:31
11. "Vampyre with a Healthy Appetite" - 5:19
12. "Tristesse" (A. Friedman) - 3:57

### 1997年リマスターCD
1. シエラ・ケマダ - "Sierra Quemada" - 5:19
2. テイク・ジーズ・パールズ - "Take These Pearls" (S. Hackett, Aron Friedman) - 4:14
3. ゼア・アー・メニィ・サイズ・トゥ・ザ・ナイト - "There Are Many Sides to the Night" - 7:23
4. イン・ザ・ハート・オブ・ザ・シティ - "In the Heart of the City" - 4:35
5. ダーク・アズ・ザ・グレーヴ - "Dark as the Grave" (S. Hackett, A. Friedman) - 4:38
6. ロスト・イン・ユア・アイズ - "Lost in Your Eyes " (S. Hackett, D. Ball, J. Colbeck, H. Degenhardt) - 4:57
7. リトル・アメリカ - "Little America" (S. Hackett, D. Ball, J. Colbeck, H. Degenhardt) - 4:55
8. ライク・アン・アロー - "Like an Arrow" - 2:51
9. シアター・オブ・スリープ - "Theatre of Sleep" - 3:04
10. ウォーキング・アウェイ・フロム・レインボー - "Walking Away from Rainbows" - 3:10
11. ペイント・ユア・ピクチャー - "Paint Your Picture" - 2:58
12. ヴァンパイアー・ウィズ・ア・ヘルシー・アペタイト - "Vampyre with a Healthy Appetite" - 5:30
13. トリステッセ - "Tristesse" (A. Friedman) - 4:02
14. シエラ・ケマダ(demo) - "Sierra Quemada (Demo)" - 4:31
15. テイク・ジーズ・パールズ(Rough Mix) - "Take These Pearls (Rough Mix)" (S. Hackett, A. Friedman) - 4:11
16. イン・ザ・ハート・オブ・ザ・シティ(original version) - "In the Heart of the City (Original Version)" - 4:19
17. ヴァンパイアー・ウィズ・ア・ヘルシー・アペタイト(demo) - "Vampyre with a Healthy Appetite (Demo)" - 4:41

## 参加ミュージシャン
- スティーヴ・ハケット - ギター、ボーカル、ハーモニカ
- ジュリアン・コルベック - キーボード、バッキング・ボーカル
- アロン・フリードマン - キーボード、プログラミング
- デイヴ・ボール - ベース
- ヒューゴ・デーゲンハルト - ドラムス、バッキング・ボーカル
- ビリー・バディス - バッキング・ボーカル